# Through the Ashes of Empires
Through the Ashes of Empires – piąty album amerykańskiej grupy Machine Head.

## Lista utworów
1. "Imperium" – 6:41
2. "Bite the Bullet" – 3:24
3. "Left Unfinished" – 5:47
4. "Elegy" – 3:55
5. "In the Presence of My Enemies" – 7:07
6. "Days Turn Blue to Gray" – 5:29
7. "Vim" – 5:12
8. "All Falls Down" – 4:29
9. "Wipe the Tears" – 3:54
10. "Descend the Shades of Night" – 7:46

## Wydania

### Double CD Version – RR83638
- CD1
  1. "Imperium"
  2. "Bite the Bullet"
  3. "Left Unfinished"
  4. "Elegy"
  5. "In The Presence Of My Enemies"
  6. "Days Turn Blue to Gray"
  7. "VIM"
  8. "All Falls Down"
  9. "Wipe the Tears"
  10. "Descend the Shades of Night"
- CD2
  1. "Bite the Bullet" (Demo)
  2. "Left Unfinished" (Demo)
  3. "Elegy" (Demo)
  4. "All Falls Down" (Demo)
  5. "Descend the Shades of Night" (Demo)
  6. The Blood, the Sweat, the Tears (Video)
  7. The Making of Through the Ashes of Empires

### US version – 1686183632
1. "Imperium" – 6:41
2. "Bite the Bullet" – 3:24
3. "Left Unfinished" – 5:47
4. "Elegy" – 3:55
5. "In the Presence of My Enemies" – 7:07
6. "Days Turn Blue to Gray" – 5:29
7. "Vim" – 5:12
8. "Seasons Wither" – 6:17
9. "All Falls Down" – 4:29
10. "Wipe the Tears" – 3:54
11. "Descend the Shades of Night" – 7:46

## Single
- "Imperium" – Roadrunner Records, 2003
- "Days Turn Blue to Gray" – Roadrunner Records, 2004

## Wideografia
- "Imperium" – Mike Sloat, 2003
- "Days Turn Blue to Gray" – Mike Sloat, 2004

## Twórcy
- Robb Flynn – śpiew, gitara elektryczna
- Adam Duce – gitara basowa
- Dave McClain – perkusja
- Phil Demmell – gitara elektryczna